# Alessandro Bertolini
Alessandro Bertolini (Rovereto, 27 luglio 1971) è un ex ciclista su strada e pistard italiano, professionista dal 1993 al 2012.
Nella sua lunga carriera da professionista ha vinto 23 corse su strada, tra cui una tappa al Giro d'Italia 2008 e il Giro del Piemonte 2003.

## Carriera
Trentino, cominciò a gareggiare in bicicletta nel 1982 su spinta del padre. Tra i successi ottenuti nelle categorie giovanili spicca la medaglia di bronzo al Campionato del Mondo Juniores del 1988. Da dilettante fu campione italiano nel 1992 e l'anno seguente fu terzo, preceduto solo da Simoni e Colombo. Vinse inoltre il Gran Premio Palio del Recioto nel 1992 e nel 1993, e nel 1993 anche l'Astico-Brenta, la Coppa Fiera di Mercatale, il Giro del Belvedere e il Gran Premio della Liberazione.
Il suo esordio tra i professionisti avvenne alla Milano-Torino nell'ottobre 1993, con la maglia della Carrera-Tassoni dove militò per tre anni senza grandi successi. Nel 1996 passò alla Brescialat, con cui ottenne la prima vittoria in carriera, la tappa di Elgoibar alla Euskal Bizikleta. Negli anni successivi corse con la MG-Technogym, la Cofidis e la Mobilvetta-Northwave, con cui si aggiudicò alcune corse. Nei cinque anni alla Alessio, dal 2000 al 2004, vinse cinque gare tra cui il Giro del Piemonte, la prima di una serie di classiche italiane conquistate.
Dopo un anno alla Domina Vacanze e la vittoria alla Coppa Sabatini, nel 2006 si spostò alla Selle Italia-Diquigiovanni di Gianni Savio. Il suo anno migliore fu il 2007, con sei successi ed i trionfi nella Coppa Italia e nell'UCI Europe Tour con 633 punti, 171 più del secondo classificato Luca Mazzanti. Le buone prestazioni della stagione gli fecero guadagnare, a 36 anni, la maglia azzurra della nazionale: il CT Franco Ballerini lo convocò infatti per il Campionato mondiale di Stoccarda. Qui fu prezioso gregario di Paolo Bettini, che conquistò la seconda maglia iridata.
Nel 2008 continuarono le vittorie, con il primo successo in una tappa del Giro d'Italia, sul traguardo di Cesena, e il bis al Giro dell'Appennino. Nel 2009 concluse al quinto posto il Campionato italiano su strada, mentre l'anno dopo si laureò campione nazionale nel derny. Si è ritirato dall'attività agonistica nel 2012.

## Palmarès

### Strada
- 1991 (dilettanti)

Coppa Collecchio
- 1992 (dilettanti)

Campionati italiani, Prova in linea Dilettanti
Gran Premio Palio del Recioto
Trofeo Gianfranco Bianchin
- 1993 (dilettanti)

Astico-Brenta
5ª tappa Grand Prix Tell
Coppa Fiera di Mercatale
Gran Premio Palio del Recioto
Giro del Belvedere
Gran Premio della Liberazione
- 1996 (Brescialat, due vittorie)

1ª tappa Bicicletta Basca (Elgoibar)
3ª tappa Trofeo dello Stretto (Brolo)
- 1997 (MG Maglificio-Technogym, due vittorie)

2ª tappa Giro di Sardegna (Oristano)
Parigi-Bruxelles
- 1999 (Mobilvetta Design-Northwave, una vittoria)

Schynberg Rundfahrt
- 2000 (Alessio, due vittorie)

8ª tappa Corsa della Pace (Usti Laba)
3ª tappa Giro d'Austria (Sankt Johann Alpendorf)
- 2001 (Alessio, una vittoria)

Circuito de Getxo
- 2003 (Alessio, una vittoria)

Giro del Piemonte
- 2004 (Alessio-Bianchi, due vittorie)

3ª tappa Giro della Provincia di Lucca (Castelvecchio)
Classifica generale Giro della Provincia di Lucca
- 2005 (Domina Vacanze, una vittoria)

Coppa Sabatini
- 2006 (Selle Italia-Diquigiovanni, due vittorie)

4ª tappa Circuit de la Sarthe (Le Mans)
Coppa Agostoni
- 2007 (Serramenti Diquigiovanni-Androni, cinque vittorie)

1ª tappa Settimana Internazionale di Coppi e Bartali (Riccione)
Giro dell'Appennino
Coppa Agostoni
Giro del Veneto
Coppa Placci
- 2008 (Serramenti Diquigiovanni-Androni, due vittorie)

11ª tappa Giro d'Italia (Cesena)
Giro dell'Appennino
- 2010 (Androni Giocattoli, una vittoria)

3ª tappa Giro del Trentino (Fiera di Primiero > Trento)

#### Altri successi
- 1992 (dilettanti)

Prologo Giro della Vallde d'Aosta (cronosquadre)
- 1997 (MG-Tecnogym)

Cronosquadre Hofbrau Cup
- 2002 (Alessio)

Classifica scalatori Vuelta a Burgos
- 2007 (Diquigiovanni-Androni)

Classifica generale Trittico Lombardo
Classifica generale Coppa Italia
Classifica generale UCI Europe Tour
- 2011 (Androni)

Gran Premio Fontaneto-Coppa Guffanti (gara derny)
Gran Premio Profed Italiana (gara derny)

### Pista
- 2010

Campionato italiano, Derny

## Piazzamenti

### Grandi Giri
- Giro d'Italia

1995: ritirato (8ª tappa)
2002: 83º
2004: 53º
2006: ritirato (7ª tappa)
2008: 89º
2009: 92º
2010: 115º
- Tour de France

1994: ritirato (12ª tappa)
1995: ritirato (10ª tappa)
1996: ritirato (16ª tappa)
2003: 146º
2004: non partito (17ª tappa)
2005: 113º
- Vuelta a España

1998: 83º
2000: 110º
2003: 112º

### Classiche monumento
- Milano-Sanremo

1994: 142º
1998: 53º
2008: 11º
2009: 62º
2011: 19º
- Giro delle Fiandre

1994: 57º
1995: 52º
1998: ritirato
- Parigi-Roubaix

2003: ritirato
- Liegi-Bastogne-Liegi

1997: 54º
1998: 83º
2004: 37º
- Giro di Lombardia

1997: 10º
2000: 11º
2001: ritirato
2002: ritirato
2003: 23º
2004: ritirato
2005: 47º
2006: ritirato
2007: 36º
2010: ritirato

### Competizioni mondiali
- Campionati del mondo

Stoccarda 2007 - In linea Elite: 62º